# Азанова, Анастасия Валерьевна
Анастасия Валерьевна Азанова (до 2014 — Ярыгина; род. 4 января 1991, Тула) — российская волейболистка, диагональная нападающая. 

## Биография
Начала заниматься волейболом в тульской ДЮСШ № 10 «Волейболист» у тренера Вячеслава Лейкина. В 2007—2009 выступала за местную «Тулицу» в высшей лиге «Б», После 2009 играла за команды из Тюмени, Улан-Удэ, Южно-Сахалинска, Нижнего Новгорода, Павлодара (Казахстан), Красноярска. В 2020 после 11-летнего перерыва вернулась в Тулу, где заключила контракт с «Тулицей», вышедшей в суперлигу чемпионата России. По итогам сезона 2020—2021 заняла второе место среди самых результативных игроков чемпионата. С 2022 играла за «Енисей», «Динамо-Метар», «Протон», турецкий «ИББ Спор», а в 2025 заключила контракт с ВК «Омичка».

### Клубная карьера
- 2007—2009 —  «Тулица» (Тула) — высшая лига «Б»;
- 2009—2012 —  «Тюмень-ТюмГУ» (Тюмень) — высшая лига «А», суперлига;
- 2011—2012 —  «Тюмень-ТюмГУ»-2 (Тюмень) — молодёжная лига;
- 2012—2014 —  «Хара Морин» (Улан-Удэ) — высшая лига «А», суперлига;
- 2014—2015 —  «Сахалин» (Южно-Сахалинск) — высшая лига «А»;
- 2015—2017 —  «Спарта» (Нижний Новгород) — высшая лига «А»;
- 2017—2018 —  «Иртыш-Казхром» (Павлодар) — национальная лига;
- 2018—2019 —  «Спарта» (Нижний Новгород) — высшая лига «А»;
- 2019—2020 —  «Енисей» (Красноярск) — суперлига;
- 2020—2022 —  «Тулица» (Тула) — суперлига;
- 2022—2023 —  «Енисей» (Красноярск) — суперлига;
- 2023—2024 —  «Динамо-Метар» (Челябинск) — суперлига;
- 2024—2025 —  «Протон» (Саратов) — суперлига;
- 2025 —  «ИББ Спор» (Стамбул) — первая лига;
- с 2025 —  «Омичка» (Омск) — суперлига.

## Достижения

### Клубные
- двукратный победитель (2013, 2019), двукратный серебряный (2011, 2015) и бронзовый (2016) призёр чемпионатов России среди команд высшей лиги «А».
- серебряный призёр розыгрыша Кубка Сибири и Дальнего Востока 2013.
- бронзовый призёр чемпионата Казахстана 2018.
- серебряный призёр розыгрыша Кубка Казахстана 2017.

### Индивидуальные
- 2018: лучшая диагональная нападающая чемпионата Казахстана.